# Labin

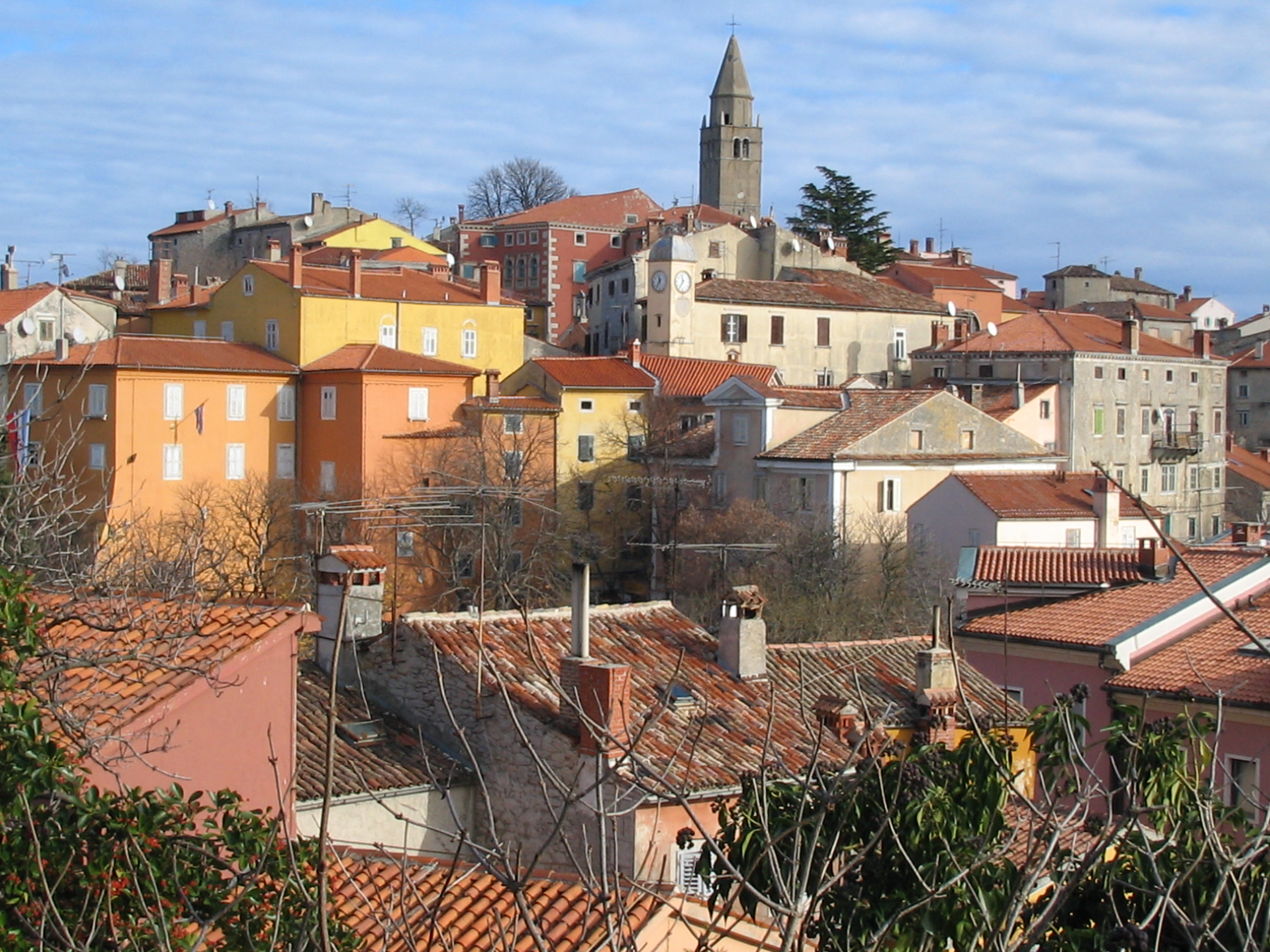
Altstadt von Labin

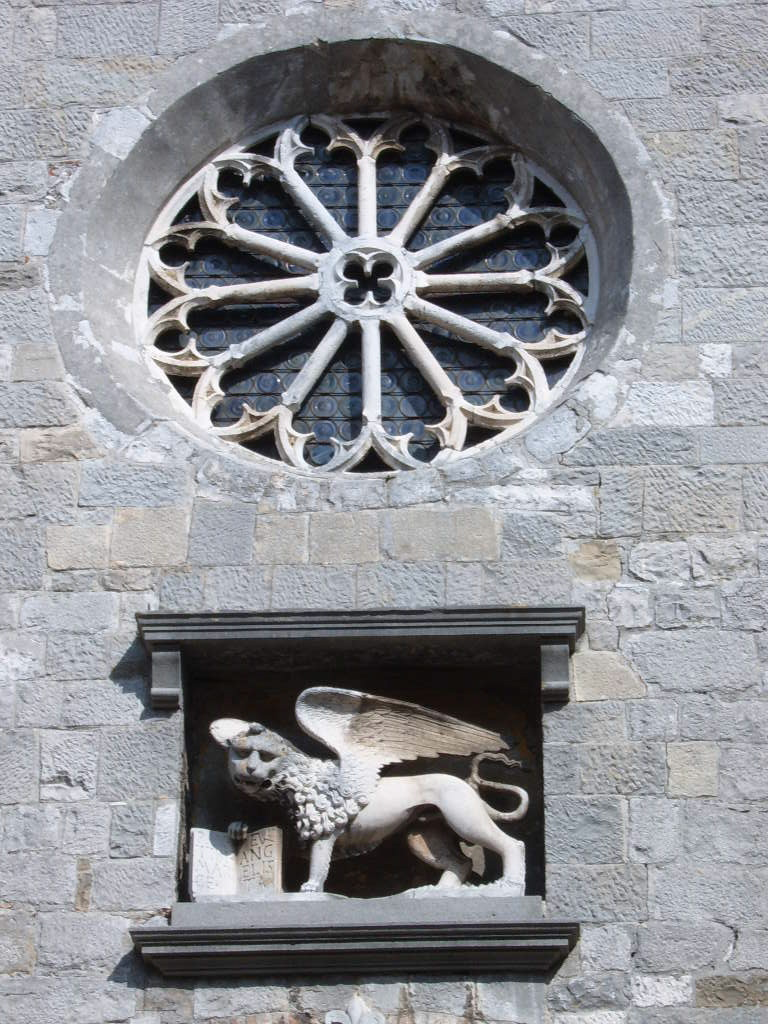
Fassade der Pfarrkirche Mariä Geburt mit venezianischem Löwen

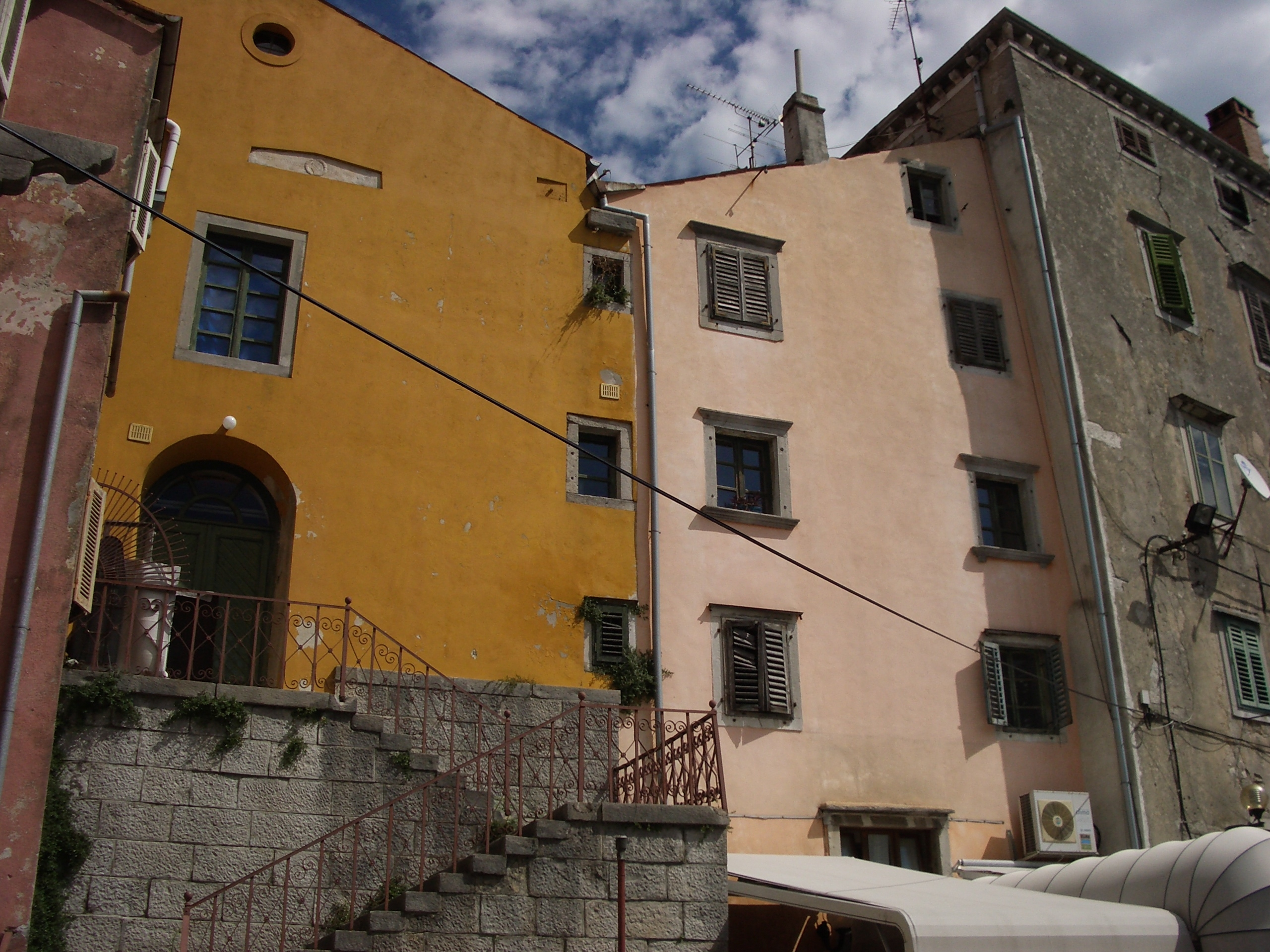
Altstadt von Labin

Labin (italienisch Albona, lateinisch Albona) ist eine Stadt in der Gespanschaft Istrien, Kroatien. Labin liegt nahe der Ostküste der istrischen Halbinsel auf halber Strecke zwischen Pula und Opatija. Die Gemeinde hat fast 12.000 Einwohner, von denen rund 6.900 in der Kernstadt und 1.400 in dem Fremdenverkehrsort Rabac (Portalbona) wohnen.
Labin ist Geburtsort des lutherischen Theologen Matthias Flacius. Hauptwirtschaftszweige waren vom 19. Jahrhundert bis nach dem Zweiten Weltkrieg die Landwirtschaft und der Kohlebergbau. Nach dem Niedergang des Bergbaus und der Schließung der letzten Kohlemine in Podlabin bildet seit den 1960er Jahren der Tourismus die Haupteinnahmequelle der Stadt. Sehenswert sind neben der dreischiffigen Stadtkirche Mariä Geburt, der Loggia (erbaut von 1601 bis 1603) und dem Stadttor (1687) die repräsentativen Wohnbauten (italienisch Palazzi) der Patrizierfamilien Scampicchio (1570), Francovich (16. Jahrhundert) und Lazzarini-Battiala (1717, heute Stadtmuseum).

## Ortsteile
Die Gemeinde Labin besteht aus 17 Ortsteilen (in Klammern italienischer Name und Einwohnerzahl gemäß Volkszählung 2021):
| - Bartići (Bartici, 62) - Breg (Montagna, 46) - Duga Luka (Portolungo, 30) - Gondolići (Gondali, 81) - Gora Glušići (Glussici, 37) - Kapelica (Cappelletta, 635) - Kranjci (Crainzi, 98) - Labin (Albona, 5806) - Marceljani (Marcegliani, 191) | - Presika (Fratta, 561) - Rabac (Portalbona, 1257) - Ripenda Kosi (Ripenda Cossi, 11) - Ripenda Kras (Ripenda Carso, 122) - Ripenda Verbanci (Ripenda Verbanzio, 99) - Rogočana (Rogozzana, 154) - Salakovci (Salaco, 62) - Vinež (Vines, 1172) |

Die Kernstadt Labin besteht aus den zwei Stadtteilen Stari Grad (Altstadt, ital. città alta oder città vecchia, etwa 3900 Einwohner) und Podlabin (Unterstadt, ital. Piedalbona, etwa 3000 Einwohner).

## Geschichte
Der Name Albona oder Alvona ist wahrscheinlich illyrisch-keltischen Ursprungs und deutet darauf hin, dass mindestens ab dem 4. vorchristlichen Jahrhundert eine feste Siedlung auf dem Gebiet der heutigen Altstadt Bestand hatte. Funde aus der Jungsteinzeit und aus der Bronzezeit lassen aber auch vermuten, dass schon lange vorher auf dem günstig gelegenen Hügel gesiedelt wurde.
Ab 177 v. Chr. kam Labin unter römische Herrschaft und wurde der Provinz Illyricum zugeschlagen. Das älteste erhaltene schriftliche Dokument der Stadt – die steinerne Inschrift Res Republica Albonessium – stammt ebenfalls aus der römischen Zeit (3. Jahrhundert n. Chr.).
Nach dem Fall des weströmischen Reiches im Jahr 476 n. Chr. stand Labin in den nächsten Jahrhunderten unter verschiedenen Herrschaften. Nacheinander kamen und gingen Ostgoten, Byzantiner, Langobarden, erneut Byzantiner und schließlich die Franken. Zwischen 902 und 1207 war Labin Teil des Deutschen Reiches, wobei die politische Gewalt in Istrien zu dieser Zeit meist von Adelsfamilien aus Kärnten ausgeübt wurde.
Von 1207 bis 1420 hatte der Patriarch von Aquileia (nördlich von Venedig gelegen) in Labin und Umgebung das Sagen, bevor mit der Eingliederung in die Republik Venedig am 3. Juli 1420 eine neue Zeitrechnung begann. Die annähernd 400 Jahre venezianischer Herrschaft bescherten der Stadt einen enormen wirtschaftlichen Aufschwung und auch die meisten der heute noch sichtbaren Baudenkmäler in der Altstadt. Mit dem Untergang der Seerepublik 1797 folgte ein kurzes Gastspiel der Franzosen unter Napoleon, bevor Labin ab 1813 zusammen mit ganz Istrien Österreich zugeschlagen wurde. Im 19. Jahrhundert setzte ein erneuter wirtschaftlicher Aufstieg der Stadt ein, der unter anderem durch die Ausbeutung der Kohlevorkommen in und um Labin erreicht wurde.
Nach dem Ersten Weltkrieg und dem Zerfall des österreichischen Vielvölkerstaates wurde Labin durch den Vertrag von Saint-Germain im Jahr 1919 nach Italien eingegliedert und blieb es bis zum Ende des Zweiten Weltkrieges 1945. Am 2. März 1921 traten die Bergarbeiter von Labin wegen schlechter Arbeitsbedingungen in den Ausstand. Nach 36 Tagen wurde dieser gewaltsam beendet und die verantwortlichen Führer bestraft. Diese Episode ging als Labinska Republika (Republik Labin) in die Geschichtsschreibung ein. Zwischen 1945 und 1991 gehörte Labin zur Sozialistischen Teilrepublik Kroatien innerhalb Jugoslawiens und seit 1991 zur souveränen Republik Kroatien.

## Bevölkerung
Nach der Volkszählung 2011 hatte die Gemeinde Labin 11.642 Einwohner, von denen 5.700 männlich und 5.942 weiblich waren.
Nach Ethnie waren 62,4 % der Einwohner der Gemeinde Kroaten, 7,9 % Bosniaken, 2,5 % Serben, 2,4 % Italiener, 0,7 % Albaner, 0,6 % Slowenen und 1,4 % gaben eine andere anerkannte Ethnie an. 17,6 % der Einwohner nannten sich Istrier oder gaben eine andere regionale Zugehörigkeit an und 1,6 % gaben bei dieser Frage eine Religion an. Bei den übrigen 2,9 % wurde die Ethnie nicht angegeben oder war unbekannt. Nach Staatsbürgerschaft waren rund 98,6 % Kroaten (unter denen 3,4 % eine doppelte Staatsbürgerschaft hatten) und 1,3 % Ausländer. Bei den übrigen 0,1 % war die Staatsbürgerschaft unbekannt.
Als Muttersprache gaben 89,8 % ihre Sprache als Kroatisch, 4,2 % als Bosnisch, 0,6 % als Serbisch, 0,5 % als Serbokroatisch und 0,1 % als Kroatoserbisch an. 2,7 % nannten Italienisch als ihre Muttersprache, 0,5 % Albanisch, 0,4 % Slowenisch, 0,1 % Deutsch und 0,7 % gaben eine andere Sprache an. Bei den übrigen 0,4 % der Einwohner war die Muttersprache unbekannt. Amtssprache der Gemeinde ist Kroatisch.
Nach Religionen waren 67,3 % der Einwohner Katholiken, 10,7 % Muslime, 2,8 % Orthodoxe, 0,1 % Protestanten und 0,3 % gaben eine andere religiöse Zugehörigkeit an. 12,2 % waren konfessionslos, bei den übrigen 6,3 % wurde die Religion nicht angegeben oder war unbekannt.

## Persönlichkeiten
- Baldo Lupetino (1502/1503–1556), Franziskaner und lutherischer Märtyrer
- Matthias Flacius (eigentlich Matija Vlačić, 1520–1575), lutherischer Theologe
- Josip Belušić (1847–?), Erfinder des Tachometers